# Perideridia texana
Perideridia texana är en flockblommig växtart som först beskrevs av Asa Gray, och fick sitt nu gällande namn av Minosuke Hiroe. Perideridia texana ingår i släktet Perideridia och familjen flockblommiga växter. Inga underarter finns listade i Catalogue of Life.